# 마이클 잭슨의 디스 이즈 잇
《마이클 잭슨의 디스 이즈 잇》(영어: Michael Jackson's This Is It )은 마이클 잭슨의 마지막 투어였던 This Is It의 동명의 영화다. 2009년 10월 28일에 개봉했으며, 그가 생전에 로스앤젤레스에서 리허설하는 모습과, 이 외의 모습을 다큐맨터리 식으로 짜 만든 영화이다. 전 세계적으로 2주간 상영할 예정이다.
이 영화에는 그의 소속사였던 소니 뮤직 엔터테인먼트의 관계자들 뿐만 아니라, 그의 투어일정을 계획하고 감독했던 AEG 라이브사와도 참여했다.
이 영화는 개봉 당시 2주만 상영할 예정이었으나, 인기가 좋아 상영일자를 더 늘였다.

## 주연 및 조연
- 마이클 잭슨 - 리드싱어와 리드댄서
- 마이클 베덴, 그레이그 플리겐스 - 키보드
- 오리안티 페네그래시 - 리드기타
- 토마스 오르간 - 리듬 기타
- 알프레도 덤바 - 베이스
- 로건 바시리 존슨 - 비트
- 조나단 모펙트 - 드럼
- 주디 힐, 도리안 홀리, 다릴 피니스, 켄 스테에이시 - 백그라운드 보컬
- 니콜 베이스, 다니엘 셀브레, 메키아 코스,크리스토퍼 그랜트, 메시아 헤밀톤, 살론 홀트제펠, 데빈 제비슨,찰스 크라포, 리차드 레이드, 다니엘 루다렉스,타니 스테클린, 토니 스테펜스 - 백그라운드 댄서

## 기록
이 다큐멘터리 영화는 9/11 다큐멘터리보다 더 성공적이었고, 2009년에 상영된 성공적인 영화중에서는 5위이다. 타이완에서는 39초만에 매진되었다.